# Francis Mollet-Viéville
Francis Mollet-Viéville, né le 20 mars 1918 à Nice (Alpes-Maritimes) et mort le 18 mai 2008 à Neuilly-sur-Seine, est un avocat français.

## Biographie
Nommé par Jacques Chaban-Delmas, il a été membre du Conseil constitutionnel de 1987 à 1992, il avait été bâtonnier de l'ordre des avocats de Paris.
En janvier 1977, il s'était déclaré favorable à l'abolition de la peine de mort. Il a fondé en 1950 la Mutuelle des avocats de France ainsi que la Fédération des Unions des jeunes avocats de France.